# 藤田義光
藤田 義光（ふじた よしみつ、1911年11月30日 - 1986年6月26日）は、日本の政治家。自由民主党衆議院議員（9期）。無派閥。

## 略歴
熊本県生まれ。1937年中央大学法学部を卒業。大学在学中は、真法会に所属。朝日新聞記者を経て、1949年、第24回衆議院議員総選挙において熊本1区で民主党から立候補し、初当選。1962年9月、第2次池田第2次改造内閣で自治政務次官に就任。1969年、日本社会党と公明党から衆議院内閣委員長解任決議案が提出されたが61票差で否決。1979年の四十日抗争では、大平正芳に投票。1986年、第38回衆議院議員総選挙に立候補したが、選挙期間中に死去。その後、藤田みどりが無所属（保守系）で補充立候補したが、次々点。
| 議会            | 議会                                 | 議会          |
| --------------- | ------------------------------------ | ------------- |
| 先代 草野一郎平 | 衆議院農林水産委員長 1971年 - 1972年 | 次代 仮谷忠男 |
| 先代 三池信     | 衆議院内閣委員長 1968年 - 1970年     | 次代 天野公義 |